# Вяжище (станция)
Вяжи́ще — станция (по другим сведениям — разъезд) Санкт-Петербургского отделения Октябрьской железной дороги. Расположена в 2,4 км к востоку от деревни Вяжищи в Новгородском районе Новгородской области, вблизи городской черты Великого Новгорода.

## Описание
Имеет две высокие платформы — островную и боковую.
С восточной стороны станции расположены производственные помещения ОАО «Акрон». В северной горловине станции имелся подъездной путь к Новгородской ТЭЦ.

## История
Разъезд Вяжище открыт на действующей линии в 1970 году и назван по расположенному рядом населённому пункту. Разъезд был открыт для обслуживания строившегося химического комбината «Акрон».
В 1980-х — 1990-х годах станция была электрифицирована в составе участка Новгород-на-Волхове — Вяжище, электрификация была изолированной. До Вяжища от Великого Новгорода были запущены электропоезда, перевозившие преимущественно работников химкомбината «Акрон» до места работы; на станциях по пути были сооружены высокие платформы. Предполагалось также продлить маршрут электропоезда за станцию Новгород-на-Волхове до станции в Панковке, но работы не были завершены. В декабре 1991 года была завершена электрификация линии Чудово — Новгород, связавшая его с контактной сетью главного хода Октябрьской железной дороги. Приблизительно в 1993 году движение электропоездов до станции Вяжище было закрыто из-за низкого пассажиропотока и убыточности.
В 2000-х годах система железнодорожных путей «Акрона» была связана с разъездом на линии Чудово — Новгород, подъездной путь на станцию Вяжище был заброшен.
- Вид в северном направлении, в сторону станции Татино
- Вид в южном направлении, в сторону станции Предузловая-Павловская

### Комментарии
1. ↑  По информации от краеведов тяговая электроподстанция на станции Предузловая-Павловская была введена в строй в 1990 году.